# Fantasy Records
Fantasy Records je americké hudební vydavatelství, které založil hudební producent Max Weiss a jeho bratr Sol Weiss v roce 1949 v San Franciscu, Kalifornie. V prvních letech se společnost věnovala vydávání nahrávek jazzových umělců, jako byli Dave Brubeck, Cal Tjader, Vince Guaraldi a další. Prvním umělcem, který u firmy nahrával byl Lenny Bruce.
První podsekcí Fantasy Record, založenou roku 1951, byla značka Galaxy Records. Značky byly pojmenovány na počest fantazijních a science fiction časopisů.
V polovině 50. let vstoupil do společnosti Saul Zaentz a z jeho podnětu byla zahájena expanze společnosti. V roce 1967 vedl konsorcium, které vyplatilo bratry Weissovy. Následující rok byl nejúspěšnějším rokem v dosavadní historii společnosti, kdy místní skupina Creedence Clearwater Revival, které dělal manažera, vydala svůj první hit „Susie Q“ (skupina měla od roku 1964 podepsánu smlouvu jako Blue Velvets, ale společnost je přejmenovala na The Goliwogs, avšak po sérii neúspěšných nahrávek pod tímto jménem si skupina změnila jméno na Creedence Clearwater Revival). Creedence Clearwater Revival byla nejpopulárnější skupinou, kterou kdy společnost vydávala.
Zaentz oznámil prostřednictvím novináře Ralpha J. Gleasona, že se společnost zaměřuje na rozšiřování nezávislých jazzových značek. Značku Debut Records mu jako svatební dar vybral basista Charles Mingus, k ní pak byly přidány značky Good Time Records, Prestige Records (v roce 1971), Riverside Records a Milestone Records (obě 1972), Stax Records (1977), Contemporary Records (1984), Specialty Records (1991), Pablo Records (1987), Takoma Records a Kicking Mule Records (obě 1995).
Vydavatelství Fantasy vybudovalo svou „velitelskou“ budovu na rohu Tenth a Parker street v Berkeley v roce 1970 a budově pak bylo přezdíváno „dům který postavili Creedence (Creedence Clearwater Revival)“.
V roce 2004 byla společnost Fantasy prodána konsorciu vedenému Normanem Learem a byla sloučena s Concord Records aby vytvořila novou společnost nazvanou Concord Music Group. Některé operace jsou prováděny v Berkeley, ale společnost je řízena z centra Concord Music Group umístěného v Beverly Hills.

## Slavní umělci
- The Blackbyrds
- Dave Brubeck
- Lenny Bruce
- Creedence Clearwater Revival
- Tom Fogerty
- John Fogerty
- Vince Guaraldi
- Sylvester James
- Cal Tjader